# Polyvinylidenklorid

Strukturformel för polyvinylkloriden.

Polyvinylidenklorid (PVDC), vinylidenkloridplast eller Saran är en sorts termoplast som framställs genom polymerisering av vinylidenklorid, som har det systematiska namnet 1,1-dikloreten. Den används som till exempel beläggningar på andra plaster för att minska genomträngligheten av andra ämnen. Den används också i tejp, trädgårdsmöbler och en hel del annat.